# 大逃出 (第四季)
《大逃出4》（： Daetalchul4）是韓國tvN推出的以密室逃脫為題材的綜藝節目，是大逃出系列的第四部，節目成員包括姜鎬童，金鐘旼，金東炫，神童，柳炳宰和P.O等人。
台灣由myVideo、friDay影音、iQIYI同步跟播。

## 節目成員
| 姓名（藝名）   | 姓名（藝名） | 出生日期       | 職業                     | 別名/特長                                      |
| 漢字           | 諺文         | 出生日期       | 職業                     | 別名/特長                                      |
| 姜鎬童         |              | 1970年6月11日  | 主持人、喜劇演員         | 擅長用力氣解決問題，主張一切東西都是線索的理論 |
| 金鍾旼         |              | 1979年9月24日  | 歌手（高耀太成員）       | 擅長發現物件或線索因此被稱作金發現             |
| 金東炫         |              | 1981年11月17日 | 綜合格鬥選手             | 膽小但擁有非一般的動態視力及反射神經           |
| 申東熙（神童） | （）         | 1985年9月28日  | 歌手（Super Junior成員） | 擅長推理分析線索及不用鑰匙解鎖                 |
| 柳炳宰         |              | 1988年5月6日   | 演員、節目作家           | 擅長整理線索解開文字謎題及算術                 |
| 表志勳（P.O）  | （）         | 1993年2月2日   | 歌手（Block B成員）      | 擅長輔助及照顧哥哥們                           |

## 節目列表
場景名稱以節目導演版特輯為準
| 集數   | 播出日期      | 場景 （實際地點） | 內容 | 結果                                        |
| 1      | 2021年7月11日 | 回到亞韓          | 內容 - 成員事前會面。 - 全員進入時光機後開場，金鍾旼在時光機內發現計時器 ，接續第三季最後一期正在要前往博士所在時代的旅途上。（全員從1919年2月28日京城 →西元前3、4000年的亞韓） - 柳炳宰發現墻上的壁畫以及齒輪上畫著的動物圖案。 - 金東炫發現老虎的左耳有鱷魚的圖案，柳炳宰發現蛇的圖案，P.O藏在老虎左臉的熊貓的圖案，金鍾旼發現老虎右眼上方的貓咪的圖案，姜鎬童發現倒著的鸚鵡的圖案，神童發現長頸鹿的圖案。 - 神童發現藏在地下的元老會木牌，並利用木頭會浮在水面的屬性，成功取出木牌。 - 六人分成兩組行動。 - 姜鎬童、金東炫、柳炳宰→前往監獄見博士。 - 金鍾旼、神童、P.O→前往鐵房會廠房確認時光機燃料。 | 結果 全員逃脫成功 總耗時為5小時35分鐘以後。 |
| 2      | 2021年7月18日 | 回到亞韓          | 內容 - P.O發現長棍，神童發現匾額시간은금(時間是金)中的ㅇ方向不對，利用長棍將ㅇ調至正確的方向後，成功找到博士的時光機。 - 金鍾旼認為鐵櫃上的文字類似電子數字，神童得出鐵櫃密碼為：3130，打開後發現一本筆記本及一個手電筒。 - 先知告知跟隨象徵王族的紅色帷帳即可找到王的住所及祭司辦公室，並提供祭司辦公室的鑰匙，由金東炫保管。(監獄隊→廠房與鐵房隊會合，全員→亞韓宮) - 姜鎬童在王的住所的桌上發現王被新祭司威脅的證據，進入祭司辦公室後，柳炳宰在牆上發現開啟隱藏密室的按鈕。(全員從亞韓宮→王的住所→祭司辦公室→隱藏的密室) - 柳炳宰發現地上按鈕為未來公司的縮寫：MIRAE CO.，依順序按下後，成功關閉走廊上的火坑機關。 - 金鍾旼猜測是利用雷射光及反射鏡的機關，柳炳宰總結是需要將雷射光投射到孔上才可進入下一空間，全員配合調整反射鏡，成功進入新祭司的另個隱藏空間，得到一桶燃料桶。 - 金鍾旼發現開啟門的機關，姜鎬童、金東炫合力拉下機關手把後，成功找到新祭司的時光機TM-001。 - 金東炫推測監禁孩子房間的鑰匙應該放在別的時空。(全員從西元前3、4000年的亞韓→2020年4月20日) - 姜鎬童認為掛在牆上的肖像畫很奇怪，柳炳宰發現畫上的口袋有鑰匙。神童發現一本名為未來的書，打開後是祕密的保險櫃，姜鎬童發現密碼：727，成功打開放置時光機燃料的鐵櫃，得到三桶燃料桶。(全員從2020年4月20日→西元前3、4000年的亞韓) - 解救被監禁的王子公主，成功阻止鐵房會要面臨的火刑儀式，王將新祭司處以火刑，博士與全員各自搭時光機回到原時空。(全員從西元前3、4000年的亞韓→2020年5月4日→出口逃脫成功) - 博士決定銷毀時光機。 | 結果 全員逃脫成功 總耗時為5小時35分鐘以後。 |
| 3      | 2021年7月25日 | 幸運樂園          | 內容 - 全員進入秘密病房後開場。 - 金東炫發現病床診療記錄簿上記載星期的地方有數字，神童建議將數字以鍵盤的方式記錄，得出隱藏訊息為：4年，金東炫認為密碼為365x4，神童認為應加上一次閏月，得出牆上的密碼：1461。 - 六人分成兩組行動。 - 金東炫、神童、P.O→策略組，前往鍋爐室查看監視器，即時提供行動組情報。 - 姜鎬童、金鍾旼、柳炳宰→行動組，前往伺服器機房，利用USB刪除機密情報。 - 任務失敗，除了成員外，其他所有人皆靜止不動。 | 結果 全員逃脫成功 總耗時為4小時30分鐘以後。 |
| 4      | 2021年8月1日  | 幸運樂園          | 內容 - 柳炳宰發現兌錢處後方的隱藏電梯。神童發現紀念品後方的隱藏空間。(全員從幸運樂園→遊戲大廳→會議室) - 姜鎬童發現博士的鑰匙卡。(全員從會議室→博士研究室) - 神童發現馬克杯上有元素週期表，柳炳宰認為電腦的密碼提示應與元素週期表有關，得出密碼：253538，打開電腦後獲得停止機器人的密碼：119#。 - 金鍾旼發現書架上隱藏的鑰匙及書架後的密室。(全員從博士研究室→測試室→維修室) - P.O發現有博士屍體的監禁室。金東炫發現貓咪機器人身上的鑰匙，進入下一空間。(全員從維修室→計畫辦公室) - 成功關閉皮諾丘。(全員從計畫辦公室→出口逃脫成功) | 結果 全員逃脫成功 總耗時為4小時30分鐘以後。 |
| 5      | 2021年8月8日  | 喪屍監獄          | 內容 - 全員進入房間後開場。 - 金鍾旼發現衛生紙訊息，得知要從房間的通風口前往倉庫，再度發現房間內的通風口及梯子。 - 神童在逃跑過程被喪屍抓住，變成喪屍提早下線。(神童逃脫失敗) - 對講機傳來人聲，藉由無間監獄獄長和獄警的幫助，先到資料室取得審訊室及副樓控制室的鑰匙後，成功抵達副樓控制室。【全員(除神童外)從主樓3-16房間→倉庫→資料室→副樓走廊→副樓控制室】 | 結果 全員逃脫失敗                           |
| 6      | 2021年8月15日 | 喪屍監獄          | 內容 - 藉由過去聲東擊西的經驗，成功抵達獄警室，P.O發現保安指南及RC遙控車。【全員(除神童外)從副樓控制室→獄警室】 - 因殭屍在黑暗中活動力會下降，金東炫推測應於審訊室獲得攝影機。獄警和獄長因打開儲物間的門，被殭屍抓住。【全員(除神童外)從獄警室→審訊室】 - 全員(除神童外)分成三組行動。 - 柳炳宰→在副樓控制室查看監視器，控制鐵門開關。 - 金東炫、金鍾旼→金東炫在主樓資料室旁控制RC遙控車。(金鍾旼因穿拖鞋，所以跟金東炫一組) - 姜鎬童、P.O→去主樓管理室關閉燈光。 - 柳炳宰找到值班獄警，獲得控制箱的鑰匙及正門哨所的感應卡，抵達正門哨所後發現，需先使用感應卡並非鑰匙，柳炳宰未即時拿出感應卡，被殭屍淹沒。(全員逃脫失敗) | 結果 全員逃脫失敗                           |
| 7      | 2021年8月22日 | 瘋狂屋            | 內容 - 全員進入探查室後開場。 - 本次任務：進入嫌疑犯的潛意識，查出最後一次炸彈恐攻事件的場所和時間。 - 藉由進行桌遊：瘋狂屋，擲骰子前進至下一空間，若被惡魔抓到，則逃脫失敗。 - 成員推測超市為下一恐攻地點。 | 結果 全員逃脫成功 總耗時為?小時以後。       |
| 8      | 2021年8月29日 | 瘋狂屋            | 內容 - 成員在桌遊過程中成功找到恐攻地點及時間，並順利走到出口。(全員潛意識逃脫成功) | 結果 全員逃脫成功 總耗時為?小時以後。       |
| 9      | 2021年9月5日  | 廢棄工業區        | 內容 - 全員在停車場脫下眼罩後開場，在旁邊的可疑男人提供成員車鑰匙後離開現場，全員開車前往廢棄工業區。 - 本次任務：犯罪組織白蛇會奪取生化武器BCW-2000，在廢棄工業區做好了散播的準備，成員需前往工業區，找到9個BCW-2000位置並安全拆除。 | 結果 全員逃脫成功 總耗時為6小時以後。       |
| 10     | 2021年9月12日 | 廢棄工業區        | 內容 - 全員拆除第9個BCW-2000後→出口逃脫成功。 | 結果 全員逃脫成功 總耗時為6小時以後。       |
| 11     | 2021年9月19日 | 天空休養院        | 內容 - 按年齡下車，全員進入諮詢室後開場。 - 柳炳宰發現門上的隱藏洞口，P.O發現點字表，金東炫認為應要參照點字表中的數符，柳炳宰發現門外隱藏在鍵盤下的點字符號，對照數符表得知密碼為：0974。(全員從諮詢室→食堂→教室) - 金東炫打開包包後獲得聲音捕手。柳炳宰發現隱藏在黑板後方的點字，參照點字表的數符，得知院長室密碼為：8356。(全員從教室→院長室) | 結果 全員逃脫成功 總耗時為?小時以後。       |
| 12     | 2021年9月26日 | 天空休養院        | 內容 - 藉由聲音捕手聽過去的聲音，姜鎬童推測鍋爐房的鑰匙應在音樂盒，從音樂盒內獲得鍋爐房及坦白之房的鑰匙。(全員從院長室→鍋爐室) - 金鍾旼發現秀浩的手機及可疑的棕色瓶。柳炳宰認為燈泡散發藍光很奇怪，金鍾旼發現燈泡內的鑰匙。(全員從鍋爐室→坦白之房→宿舍→工作場地) - 金鍾旼發現在油桶中的院長屍體、底部刻有蛇的棕色瓶及實驗室的鑰匙。(全員從工作場地→實驗室) - 柳炳宰發現相框後的按鈕，按下後開啟進入會堂的門。金東炫推測工作場地的工具陳列櫃後方有暗門，神童發現櫃上的小門，金東炫用鉗子開啟小門後發現電話，金鍾旼聽聲音捕手推測密碼為：2190，救出暗門後的孩子們。(全員從實驗室→會堂→工作場地→出口逃脫成功) | 結果 全員逃脫成功 總耗時為?小時以後。       |
| 導演版 | 2021年10月3日 | 介紹過去的設計    | 介紹過去的設計 | 介紹過去的設計                              |

## 收視率
| 集數       | 播出日期   | AGB尼爾森收視率 | AGB尼爾森收視率 | AGB尼爾森收視率 | AGB尼爾森收視率 |
| 集數       | 播出日期   | 大韓民國 (全國) | 有線台排行      | 有線台排行      | 首爾 (首都圈)   |
| 集數       | 播出日期   | 大韓民國 (全國) | 所有節目        | 綜藝節目        | 首爾 (首都圈)   |
| ---------- | ---------- | --------------- | --------------- | --------------- | --------------- |
| 1          | 2021/07/11 | 2.828%          | 4               | 1               | 3.036%          |
| 2          | 2021/07/18 | 1.949%          | 7               | 1               | 2.179%          |
| 3          | 2021/07/25 | 2.003%          | 10              | 1               | 2.280%          |
| 4          | 2021/08/01 | 1.954%          | 9               | 3               | 2.319%          |
| 5          | 2021/08/08 | 2.001%          | 7               | 1               | 2.420%          |
| 6          | 2021/08/15 | 2.289%          | 5               | 2               | 2.571%          |
| 7          | 2021/08/22 | 2.087%          | 6               | 1               | 2.396%          |
| 8          | 2021/08/29 | 2.110%          | 6               | 1               | 2.522%          |
| 9          | 2021/09/05 | 2.412%          | 3               | 1               | 3.016%          |
| 10         | 2021/09/12 | 2.272%          | 3               | 1               | 2.487%          |
| 11         | 2021/09/19 | 2.581%          | 2               | 1               | 2.865%          |
| 12         | 2021/09/26 | 1.976%          | 9               | 1               | 2.267%          |
| 导演版     | 2021/10/03 | 1.595%          | 12              | 1               | 1.978%          |
| 平均收視率 | 平均收視率 | %               | －              | －              | %               |

- 收視最低的集數以藍色表示，收視最高的集數以紅色表示，而空格則表示該集的收視沒有相關數據。

## 其他迴響
| 日期     | 佔有率 | 排名 |
| -------- | ------ | ---- |
| 7月第2週 | 4.54%  | 2    |
| 7月第3週 | 5.69%  | 1    |
| 7月第4週 | 2.77%  | 7    |
| 7月第5週 | 3.60%  | 2    |
| 8月第1週 | 3.84%  | 3    |
| 8月第2週 | 3.88%  | 3    |
| 8月第3週 | 2.86%  | 4    |
| 8月第4週 | 2.54%  | 5    |
| 9月第1週 | 1.98%  | 9    |
| 9月第2週 | -      | -    |

| 日期     | 佔有率 | 排名 |
| -------- | ------ | ---- |
| 7月第2週 | 3.47%  | 4    |
| 7月第3週 | 5.11%  | 1    |
| 7月第4週 | 3.37%  | 6    |
| 7月第5週 | 3.43%  | 5    |
| 8月第1週 | 3.47%  | 6    |
| 8月第2週 | 3.93%  | 5    |
| 8月第3週 | 3.11%  | 5    |
| 8月第4週 | 2.75%  | 9    |
| 9月第1週 | 2.46%  | 9    |
| 9月第2週 | -      | -    |

## 備註
1. ↑  若成員逃脫後沒有顯示總耗時，則以節目接近完結前顯示之時間推算總耗時。
2. ↑  本期是《大逃出3》"時光機研究所""以及“回到京城”的續集。
3. ↑   全員必須在12小時內回到現代，由於第三季時用了5小時45分鐘，所以還剩下6小時15分鐘，若沒在剩下的時間內回到現代，全員將逃脫失敗。
4. ↑   原出發的現代時間為：2020年5月4日。
5. ↑   部落國家時期。
6. ↑  壁畫上畫著老虎，推測為守護神。
7. ↑  木牌為監獄的免費入場卷。
8. ↑  金泰任博士為時光機的製造者。
9. ↑  鐵房指的是時光機；鐵房會為金泰任博士的追隨者們所創建。
10. ↑  筆記記載美國國家標準資訊交換碼(二進位數字，Binary)表，為時光機的新輸入法，將年份、日期轉換為二進位數，輸入後即可任意選擇要去的時空。
11. ↑  新祭司為第三季第二期未來公司的創辦者楊知元代表，因當時全員逃出成功，所以獨自等了30年，截獲成員的時光機後以老人樣貌出現在亞韓。
12. ↑  為新祭司綁架王的兒女，並用拍立得拍下的照片。
13. ↑  開發人工智慧-皮諾丘的人。
14. ↑  皮諾丘為人工智慧，擁有自我意識，需要透過移植活人的腦細胞進行深度學習，每10-14天需要移植一次。
15. ↑  接續大逃出第二季《無間監獄》。
16. ↑  大逃出第二季第五期。
17. ↑  為大逃出第二次逃出失敗，又被稱：大逃出唯一逃不出的就是監獄。
18. ↑  為大逃出首次在戶外開場。
19. ↑  在空氣中可快速傳播，散播後會誘發多發性出血，是造成死亡的致命性生化物質。
20. ↑  盲人使用文字的對照表。
21. ↑  聲音捕手可捕捉3平方公尺空間內剩餘聲波的機器，能發出過去的聲音。

## 外部連結
- 官方網站 （页面存档备份，存于）
- 官方YouTube （页面存档备份，存于）
- 大逃出4-NAVER （页面存档备份，存于）
- 官方Instagram

| · 星期日 22:40 – 00:15 (次日) (KST) | · 星期日 22:40 – 00:15 (次日) (KST) | · 星期日 22:40 – 00:15 (次日) (KST) |
| ----------------------------------- | ----------------------------------- | ----------------------------------- |
|                                     | 大逃出4 （2021.07.11 – 2020.10.03） |                                     |
| —                                   | —                                   |                                     |

| 臺灣 / 香港 / 马来西亚 / 新加坡 / 印度尼西亞 / 菲律賓 / 緬甸 / 泰國 / 柬埔寨 · tvN Asia 星期六 22:35 - 00:05(UTC+8) | 臺灣 / 香港 / 马来西亚 / 新加坡 / 印度尼西亞 / 菲律賓 / 緬甸 / 泰國 / 柬埔寨 · tvN Asia 星期六 22:35 - 00:05(UTC+8) | 臺灣 / 香港 / 马来西亚 / 新加坡 / 印度尼西亞 / 菲律賓 / 緬甸 / 泰國 / 柬埔寨 · tvN Asia 星期六 22:35 - 00:05(UTC+8) |
| --- | --- | --- |
| | 大逃出4 （2021年7月17 日 – 2021年10月9日）                                                                          | |
| — | — | |